# Federico Vincenti
Federico Vincenti (Perugia, 6 febbraio 1885 – Perugia, 20 giugno 1954) è stato un presbitero italiano, riconosciuto “Giusto tra le Nazioni”.

## Biografia
Nacque nella frazione di Sant'Enea da Eugenio e Annunziata Duranti alle 9 del mattino e perciò fu battezzato il mattino stesso con i nomi Federico, Ugo e Zeno. Ebbe una sorella, Silvia e due fratelli Carlo e Mariano. 
Il padre e i nonni di Federico erano “fornaciari”. L'azienda di famiglia, la fabbrica Fratelli Vincenti, produceva soprattutto materiale edilizio ornamentale, vasi, orci, ziri qualcuno dei quali, col marchio di fabbrica, è presente nel giardino di alcune ville dell'Umbria. Da bambino Federico giocava presso le fornaci di famiglia fabbricando campane di creta che poi qualcuno dell'azienda faceva cuocere.
In età adolescenziale Federico sentì la vocazione di diventare sacerdote. Il parroco di S. Enea don Tommaso Terradura, lo indirizzò al Collegio Oradini, ente di appoggio del Seminario perugino.
Fu consacrato sacerdote il 31 luglio 1910 nella Cattedrale di Perugia dall'arcivescovo Giovanni Beda Cardinale dell'ordine benedettino . Già dopo due anni di sacerdozio don Federico Vincenti ricoprirà l'incarico di vice rettore del Seminario diocesano e, nel 1915, fu apprezzato insegnante di latino al primo ginnasio. Nei primi anni di sacerdozio fu nominato parroco di Val di Rose, sulle montagne che dividono il Lago Trasimeno da Mercatale dove si recava una volta a settimana per celebrare la messa. Contemporaneamente a queste attività si dedicava attivamente alla cura dei giovani divenendo animatore e guida degli ”Esploratori cattolici” e del Circolo interparrocchiale “Giosuè Borsi”.
Il 3 novembre 1925 venne nominato economo spirituale della parrocchia di S. Andrea, in Porta Susanna, e in San Barnaba, in via Cortonese, delle quali divenne parroco effettivo il 1º gennaio 1927.
Come parroco continuò a insegnare latino e storia e ricoprì anche l'incarico di direttore diocesano delle Pontificie opere missionarie.
Federico Vincenti fu anche assistente dell'Azione Cattolica e venne nominato monsignore nel 1952.
Durante il periodo 1943-44 della seconda guerra mondiale l'opera di Don Vincenti, come racconta don Aldo Brunacci, si espletò nascondendo nella sua casa vari giovani e lo stesso don Remo Bistoni quando aveva da compiere qualche missione per lo spostamento improvviso di qualche famiglia o per far recapitare documenti o valori prendendo la via di Assisi dove operava il vescovo Nicolini.
Nel luglio 1954 una commissione di ebrei della Comunità di Trieste venne in Umbria per consegnare una medaglia d'oro e un diploma di benemerenza a diverse persone tra le quali monsignor Federico Vincenti. Arrivati a Perugia nella canonica della Chiesa di S. Andrea, dove vennero nascosti loro e molti altri di loro dal parroco don Vincenti trovando rifugio e calore fraterno nel periodo 1943-44, appresero l'amara notizia che don Federico era morto pochi giorni prima il 22 giugno. La medaglia d'oro finì agli eredi del defunto la pergamena fu custodita dal suo successore. In essa si legge: «A Don Federico Vincenti che con cristiana bontà, sfidando ogni rischio ci protesse e ci salvò dalle persecuzioni (1943-44) ad eterna riconoscenza (seguono 34 firme)». 
Tali fatti vengono illustrati in altri testi dove sono attribuiti a un don Andrea Vincenti parroco della parrocchia di S. Andrea a Perugia.